# Andrea De Carlo

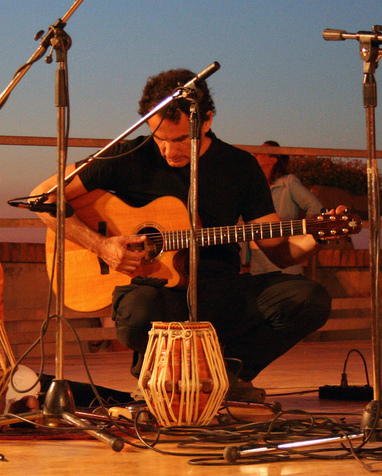
Andrea De Carlo

Andrea De Carlo (n. 11 decembrie 1952, Milano) este un scriitor italian.
Primul său mare succes l-a avut în 1981 cu romanul (Treno di Panna). În Italia a ajuns repede autor de Bestseller. Andrea De Carlo a lucrat ca fotograf și muzician rock, mai târziu ca asistent al lui Federico Fellini. El trăiește în Roma, Milano și în apropiere de Urbino.

## Opere
- Treno di panna, Torino, Einaudi, 1981. ISBN 88-06-05189-X
- Uccelli da gabbia e da voliera, Torino, Einaudi, 1982. ISBN 88-06-05382-5
- Macno, Milano, Bompiani, 1984.
- Yucatan, Milano, Bompiani, 1986.
- Due di due, Milano, Mondadori, 1989. ISBN 88-04-32950-5; Milano, Bompiani, 2009. ISBN 9788845263422
- Tecniche di seduzione, Milano, Bompiani, 1991. ISBN 88-452-1813-9
- Arcodamore, Milano, Bompiani, 1993. ISBN 88-452-2091-5
- Uto, Milano, Bompiani, 1995. ISBN 88-452-2634-4
- Di noi tre, Milano, Mondadori, 1997. ISBN 88-04-43004-4
- Nel momento, Milano, Mondadori, 1999. ISBN 88-04-46975-7
- Pura vita, Milano, Mondadori, 2001 ISBN 88-04-48944-8
- I veri nomi, Milano, Mondadori, 2002. ISBN 88-04-51017-X
- Giro di vento, Milano, Bompiani, 2004. ISBN 88-452-3303-0
- Mare delle verità, Milano, Bompiani, 2006. ISBN 88-452-5730-4
- Durante, Milano, Bompiani, 2008. ISBN 9788845261039
- Leielui, Milano, Bompiani, 2010. ISBN 9788845265631
- Villa Metaphora, Milano, Bompiani, 2012. ISBN 9788845271434
- Cuore primitivo, Milano, Bompiani, 2014. ISBN 978-88-452-7740-5

## Cărți în limba română
- O mare de adevaruri, Editura RAO, 2010, ISBN 978-606-8255-12-5
- Un om liber, Editura RAO, 2013, ISBN 978-606-6095-08-2